# Cincomarzada
La Cincomarzada fue un enfrentamiento entre zaragozanos isabelinos y carlistas que tuvo lugar el 5 de marzo de 1838. Se celebra anualmente como fiesta popular en Zaragoza, en el parque del Tío Jorge con comida y bebida traída por los propios ciudadanos y amenizada con música y juegos. 

## Contexto

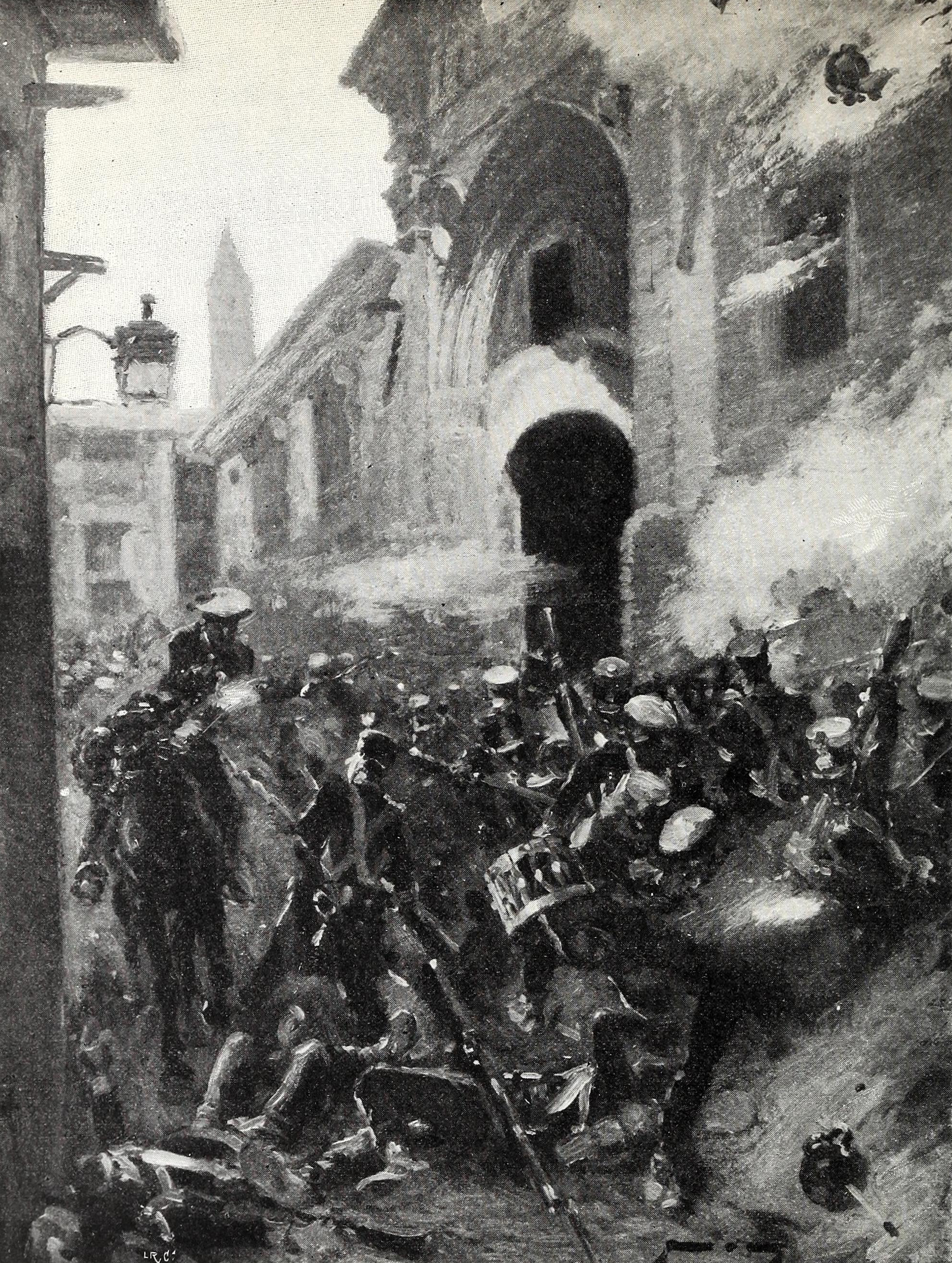
Ilustración de Marcelino de Unceta de la Cincomarzada.

En 1837 el ejército carlista de la Expedición Real había sido derrotado por las tropas de Espartero pero el general carlista Ramón Cabrera seguía controlando el área del Maestrazgo y sus opciones tácticas pasaban por ampliar su presencia en las áreas contiguas, bien a zonas de Tarragona, Castellón o Teruel o bien hacia el noroeste, lo que situaba a la ciudad de Zaragoza y sus comarcas próximas dentro de este horizonte. La posición estratégica de la ciudad, además, era muy importante, por estar a medio camino entre el Maestrazgo y el área vasco-navarra y por ser centro administrativo, militar y logístico.
Otra motivación que tenían los carlistas para intentar tomar Zaragoza por sorpresa era atraer hacia la ciudad a una parte de las tropas isabelinas y así tratar de aliviar la presión que podían ejercer estas sobre las fuerzas carlistas que en aquellos momentos sitiaban Gandesa. Así pues, Juan Cabañero y Esponera —no está claro si fue por iniciativa propia o bien por orden de Cabrera— se dirigió a asaltar la ciudad, que en aquellos momentos se hallaba casi desprotegida, con dos mil ochocientos infantes y trescientos hombres de caballería.

## La batalla
Las tropas de Juan Cabañero, que hasta el 24 de febrero de 1838 habían estado en Gandesa, partieron el 3 de marzo desde Alloza, pasaron por Ariño, Lécera, Belchite, Codo y Mediana, y llegaron a las inmediaciones de la ciudad de Zaragoza la noche del 4 de marzo. Durante la madrugada del 5 de marzo, aprovechando la noche, un destacamento asaltó la muralla y destrozó un sector de la misma para facilitar la entrada del resto de las tropas. Después, se repartieron por distintas zonas de la ciudad para controlar una serie de puntos estratégicos. Inicialmente consiguieron sus objetivos, ayudados probablemente por algunos partidarios del carlismo que había dentro de la ciudad, sin apenas derramamiento de sangre, pero cuando fueron descubiertos y se dio la voz de alarma tuvieron que enfrentarse a la resistencia de los milicianos, pero también de civiles de la ciudad, que respondieron al ataque armados con cuchillos, utensilios de cocina y agricultura, armas de caza, así como aceite y agua hirviendo. Al amanecer los combates se intensificaron y, dado que no conseguían tomar la ciudad en su totalidad, parte de las tropas carlistas se refugiaron en la iglesia de San Pablo y en el convento de Santa Inés, donde se rindieron, y el resto huyeron y abandonaron la ciudad. Las bajas en el bando carlista se cifraron en 217 muertos y unos 300 heridos, mientras en el bando liberal se contaron 11 muertos y 50 heridos. Tras el fracaso carlista, se añadió al escudo de la ciudad la titulación de "Siempre Heroica".

## El linchamiento de Juan Bautista Esteller
El mando militar  de mayor graduación en Zaragoza el 5 de marzo de 1838 era Juan Bautista Esteller que fue linchado por la multitud al día siguiente por la sospecha de que estuviese conchabado con los asaltantes. En un juicio posterior se dictaminó que era inocente por lo que se restituyó su imagen y concedió a su viuda una paga anual de unos 4000 reales.

## Anécdota legendaria
Se cuenta que Cabañero, nada más ocupar la ciudad, entró en una chocolatería y pidió un tazón de chocolate caliente pero tuvo que huir sin haberlo probado. En 1840, unido tras el Convenio de Oñate a Espartero, entró en Zaragoza formando parte de las tropas isabelinas que habían de combatir a Cabrera. Los zaragozanos, al verlo desfilar por sus calles, le gritaban: «¡Cabañero, que se te ha enfriado el chocolate!».

## Celebración
En 1840 el ayuntamiento de Zaragoza declaró el 5 de marzo como festivo y se instauró la costumbre de organizar una comida o merienda campestre en la arboleda de Macanaz o en la orilla del río Gállego. Por otra parte, en 1860, se le dio el nombre de "Cinco de Marzo" a una calle de la ciudad. Posteriormente, esta festividad se prohibió durante el régimen de Franco. De hecho, incluso la calle Cinco de Marzo fue cambiada de nombre en 1936 y pasó a llamarse "Requeté Aragonés". Tras la muerte de Francisco Franco, en 1977 se recuperó la denominación original. 
En cuanto a los actos que se celebran, los hay de carácter festivo y también de carácter reivindicativo. En 1979, por iniciativa de la Federación de Asociaciones de Barrio de Zaragoza, una minoría lo celebró en el parque Tío Jorge, aunque inicialmente estaba previsto hacerlo en el parque Macanaz y, como fue de manera improvisada, se realizó en un 4 de marzo, ya que el 5 era lunes, día laborable. En 1980, con un programa más amplio de actividades, se celebró el domingo 9 de marzo. En 1981, el Ayuntamiento de Zaragoza otorgó nuevamente carácter oficial a la festividad y, a partir de entonces, se celebra los días 5 de marzo en el parque Tío Jorge, aunque algunos años la celebración ha tenido lugar en otros parques de la ciudad y edificios. Desde el año 2014 volvió a su emplazamiento original de dicho parque.